# デスクロロケタミン
デスクロロケタミン（英: Deschloroketamine、DXE、DCK、2'-Oxo-PCM）は解離性麻酔薬で、デザイナードラッグとしてオンラインで販売されている。また、細菌、真菌、ウイルスまたは原虫感染症の治療や、1日2mgの用量での免疫調節が提案されている。

## 法的位置付け
デスクロロケタミンはラトビアでは違法である。

## 関連記事
- ケタミン
- 2-フルオロクロロケタミン
- 3-フルオロクロロケタミン
- ブロモケタミン
- メトキシメタミン
- トリフルオロメチルデスクロロケタミン
- リンコフィリン